# Inundações no Nepal em 2019
As inundações no Nepal em 2019 foram uma série de enchentes relâmpago que afetou extensas áreas do Nepal. Inundações severas foram registradas em várias regiões, especialmente em Terai e Kathmandu.
Chuvas fortes devido à estação das monções começaram no dia 11 de julho e causaram perturbações em muitas áreas, especialmente na Província n°2 e na Província n°1. Os efeitos incluíram cerca de 78 vítimas fatais, e danos significativos à propriedades e infraestrutura. Muitas regiões na parte sul do Nepal foram afetadas, com rodovias desabando em muitas partes, incluindo a principal rodovia do Nepal.